# Giuseppe Servetto
Giuseppe Servetto (Vercelli, 14 febbraio 1886 – Torino, 6 aprile 1965) è stato un allenatore di calcio e calciatore italiano, di ruolo difensore.

## Carriera

### Giocatore

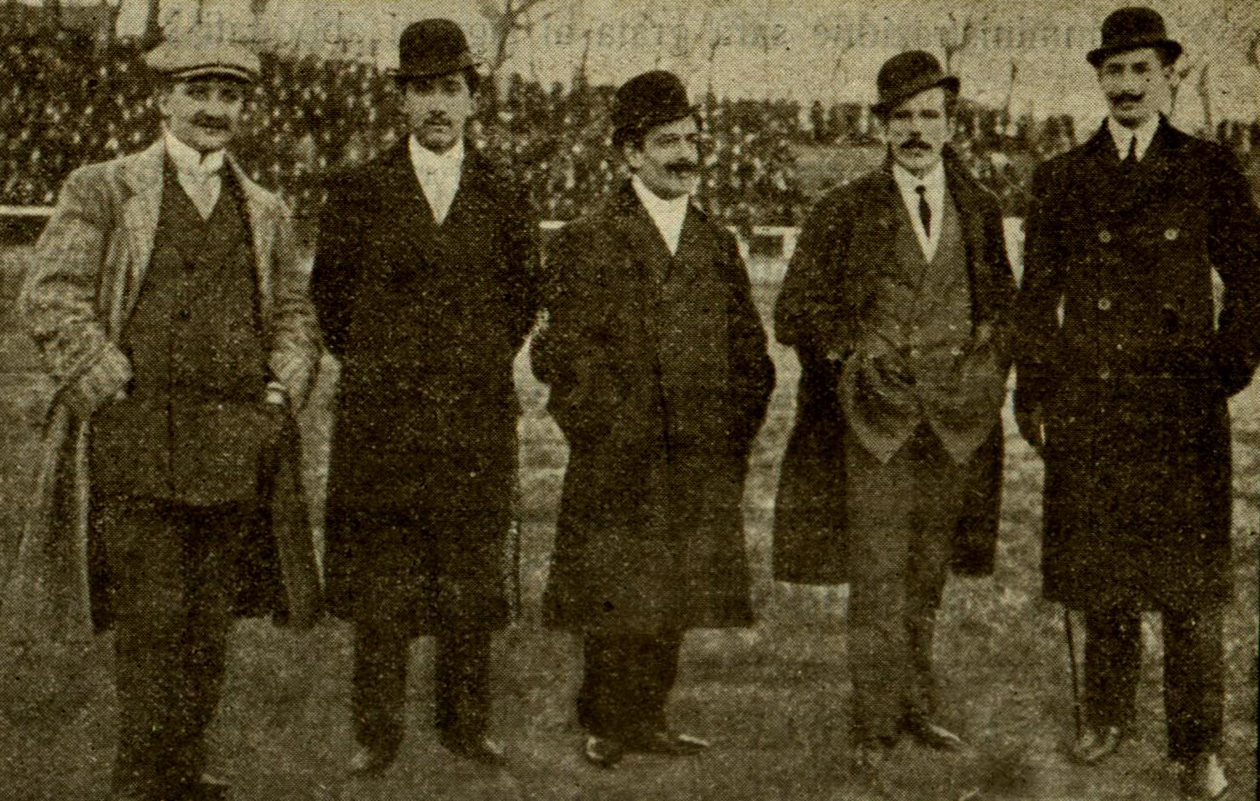
Con alcuni membri della C.T. nazionale il 6 gennaio 1911 (dopo la partita Italia-Ungheria 1-0). Da sin. Livio, Gama, Camperio, Meazza e Servetto (accompagnatore federale).

Trasferitosi dalla natia Vercelli a Torino per motivi di studio, entra a far parte della Juventus, società in cui milita nella formazione riserve, non disputando incontri ufficiali nella prima squadra.
Ritornato nella città natale, diviene giocatore della Pro Vercelli, società con cui si aggiudicherà nel 1908 il primo campionato vinto dalle Bianche casacche, successo bissato la stagione seguente.

### Allenatore
Nel 1912 fece parte della commissione tecnica della nazionale di calcio dell'Italia.

## Palmarès

### Giocatore

#### Competizioni nazionali
- Campionato italiano: 2

Pro Vercelli: 1908, 1909
- Seconda Categoria: 2

Juventus: 1905
Pro Vercelli: 1907